# Ethnikós (water-polo)
Pour la section football, voir Ethnikós Le Pirée.

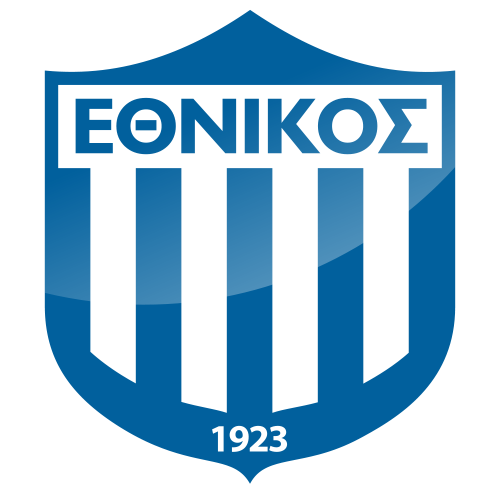
Logo Ethnikos Piraeus

La section water-polo de l'Ethnikós fait partie du club omnisports grec de l'Ethnikós, installé au Pirée.

## Historique
Ouverte dans les années 1920 avec le club, elle est la plus titrée des équipes du championnat de Grèce de water-polo masculin avec trente huit titres (un non officiel) masculins, presque sans interruption de 1953 à 1985. Cependant, la série est stoppée depuis le milieu des années 1980 avec la concurrence d'autres clubs, comme l'Olympiakós, également installé au Pirée. Ethnikos détient le record de 13 ans d'invincibilité (1951-1964), le record des championnats invaincus (29, 11 consécutifs) et le record depuis des années en tant qu'équipe la plus gagnante (69 ans, 1957-)
Trois fois championne nationale entre 1988 et 1992, l'équipe féminine remporte son premier titre européen en 2010 avec un trophée de la Ligue européenne de natation. En 2022, le club a répété son triomphe. L'équipe féminine a atteint les quarts de finale de l'Euroligue en 2021-22 pour la première fois de l'histoire du club

## Palmarès féminin
- 2 trophée LEN : 2010[1], 2022.
- 3 titres de champion de Grèce : 1988, 1990 et 1992.
- 1 coupe de Grèce : 2024

## Palmarès masculin
- 38 titres de champion de Grèce  (1 non officiel): 1926 (non officiel), 1931, 1948, 1953, 1954, 1955, 1956, 1957, 1958, 1959, 1960, 1961, 1962, 1963, 1964, 1965, 1966, 1967, 1968, 1969, 1970, 1972, 1973, 1974, 1975, 1976, 1977, 1978, 1979, 1980, 1981, 1982, 1983, 1984, 1985, 1988, 1994 et 2006.
- 12 coupes de Grèce : 1953, 1954, 1955, 1956, 1957, 1958[2], 1984, 1985, 1988, 1991, 2000 et 2005.
- 1 titre de champion non reconnu par la Fédération grecque : 1926.